# Balhae
Balhae, Parhae lub Bohai – historyczne państwo, istniejące w latach 698–926 na terenach Mandżurii, północnej Korei i Kraju Nadmorskiego.

## Historia
Balhae powstało na terenach dawnego koreańskiego królestwa Goguryeo (Koguryŏ), które po najeździe chińskim w 668 roku zostało podzielone między Chiny Tang a Silla. Uważało się za spadkobiercę Goguryeo. Zostało utworzone w 698 roku zbiegłego z niewoli chińskiej koreańskiego generała Tae Jo-yŏnga. Jako król przyjął on imię Ko, a państwu nadał nazwę Jin (kor. 진국, chiń. 振; pinyin zhèn). Po oficjalnym uznaniu niepodległości nowego państwa przez Chiny w 713 roku jego nazwę zmieniono na Balhae.

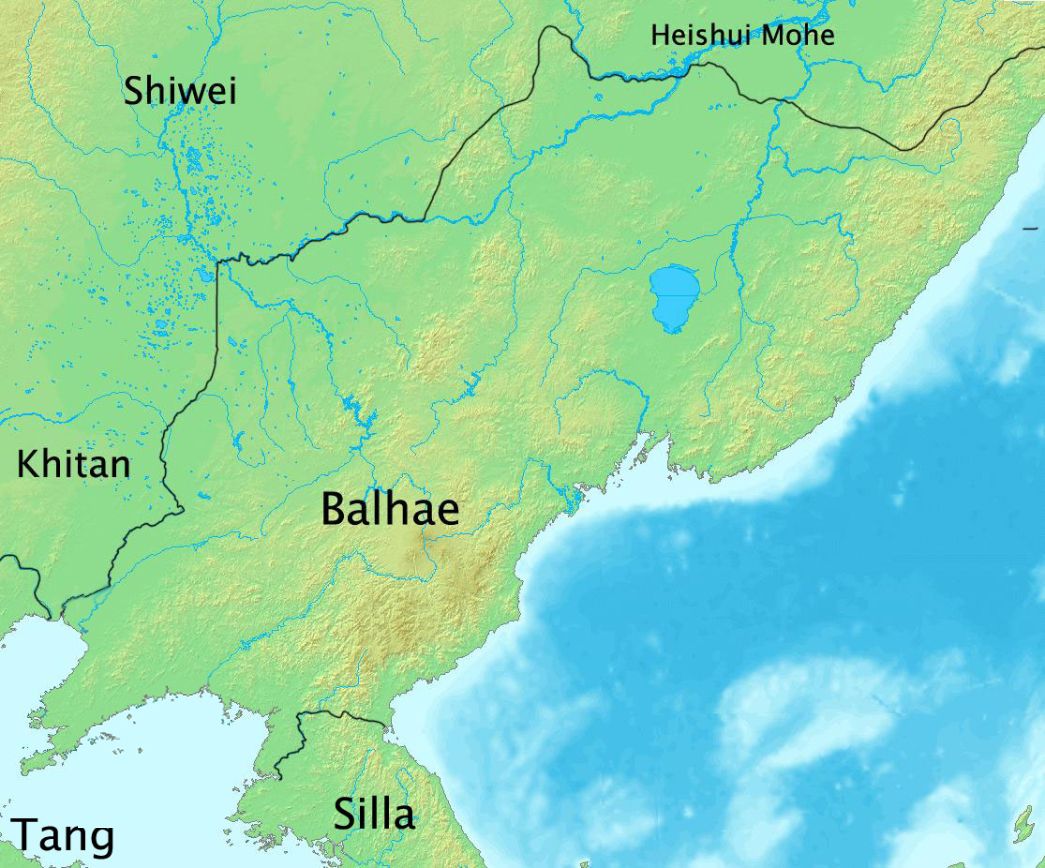
Balhae i jego sąsiedzi

Początkowo nowe państwo pozostawało w konflikcie ze swoim południowym sąsiadem Silla. Wojska Balhae dokonywały również wypadów zbrojnych na terytorium Chin, z których największym było złupienie Szantungu w 732 roku. W odpowiedzi, rok później, Tangowie sprzymierzeni z Sillą dokonali wspólnego najazdu na Balhae, zakończonego jednak klęską. Po tych wydarzeniach nastąpiła normalizacja stosunków pomiędzy obydwoma koreańskimi krajami, które pozostały mimo to chłodne; władcy prawie wcale nie wysyłali do siebie poselstw. Mimo to Balhae prowadziło aktywną politykę zagraniczną, utrzymując dyplomację z Japonią i Turkutami. Dopiero na początku IX wieku doszło do zbliżenia z Chinami, które ostatecznie zaowocowało uznaniem przez Balhae zwierzchnictwa Tangów i opłacaniem trybutu.
Upadek Balhae nastąpił wraz z końcem dynastii Tang w Chinach i pojawieniem się koczowniczych Kitanów. Na początku X wieku państwo zostało poważnie osłabione serią kitańskich najazdów i ostatecznie im uległo w 926 roku. Następca tronu wraz ze znaczną częścią ludności uciekł na terytorium królestwa Goryeo (Koryŏ), gdzie zostali bardzo gościnnie przyjęci. Księcia Balhae uznano za członka koreańskiej rodziny królewskiej, a władcy Goryeo uznali się za spadkobierców Balhae i w następnych latach podejmowali szereg nieudanych wypraw, mających na celu odzyskanie jego terytorium.

## Społeczeństwo i gospodarka
Balhae znajdowało się pod silnymi wpływami kulturalnymi z Chin, wielu jego mieszkańców udawało się na studia do Państwa Środka. Posiadało pięć stolic, wzorowanych architektonicznie na chińskim Chang’anie. Oprócz nich na terenie państwa znajdowało się około 80 ośrodków miejskich, w tym Pjongjang.
| Stolica Balhae                         | Prawdopodobne położenie | Koordynaty pałacu                                   |
| -------------------------------------- | ----------------------- | --------------------------------------------------- |
| Shangjing Lonquanfu (Północna stolica) | Ning’an, Heilongjiang   | 44°08′06″N 129°08′28″E/44,135000 129,141000         |
| Zhongjing Xiandefu (Centralna stolica) | Helong, Jilin           | 42°42′32,602″N 129°08′53,880″E/42,709056 129,148300 |
| Donjing Longyuanfu (Wschodnia stolica) | Hunchun, Jilin          | 42°51′22″N 130°16′55″E/42,856000 130,282000         |
| Nanjing Nanhaifu (Południowa stolica)  | Hamgyŏng, Korea         |                                                     |
| Xijing Yalufu (Zachodnia stolica)      | Linjiang, Jilin         |                                                     |

Kronika dynastii Tang (Xīn Táng shū, skompilowana w 1060), rozdział 219, mówi o Balhae:

Król Bohai wysyłał studentów do Uczelni w Stolicy [Chin] i nakazał im studiować systemy polityczne wszystkich er. W efekcie, państwo to rozkwitło za morzem. Miało pięć stolic, 15 prowincji i 62 powiaty. Północna stolica [Shangjing], położona na dawny terenie plemienia Sushen, nazywała się Longquanfu i zarządzała trzema powiatami: Long, Hu i Bo

Biurokracja była wzorowana na chińskiej; koncentrowała się w miastach stołecznych i wykorzystywała pismo chińskie do zapisu lokalnego niechińskiego języka. Ustrój społeczny charakteryzował się wyraźnym podziałem klasowym, przejście z plebsu do arystokracji było w zasadzie niemożliwe. Szlachta zgrupowana była w wielkie klany, posiadające, w odróżnieniu od pospólstwa, nazwiska.
Gospodarka opierała się na rolnictwie i hodowli, a także wydobycie i przerób metali, zwłaszcza żelaza i miedzi. Wysoko rozwinięte było kowalstwo żelaza, sztuka zapożyczona prawdopodobnie od ludów tureckich. Produkty Balhae, jak konie, świnie, ziarno, konserwowane warzywa (podobne do kimczhi), perły, żeń-szeń, futra, wspominane w chińskich kronikach, były także typowe dla późniejszych państw w Mandżurii, jak Liao i Jin.
W okresie świetności Balhae było nazywane „prosperującym państwem na Wschodzie” (chiń. 海東盛國; pinyin hǎidōng shèngguó).

## Władcy Balhae[8]
| #  | Imię             | Imię           | Lata rządów | Imię pośmiertne | Imię pośmiertne |
| #  | Transkrypcja RR  | Han’gŭl, Hanja | Lata rządów | Transkrypcja RR | Han’gŭl, Hanja  |
| -- | ---------------- | -------------- | ----------- | --------------- | --------------- |
| 1  | Dae Jo-yeong     | 대조영, 大祚榮 | 698–719     | Go              | 고왕, 高王      |
| 2  | Dae Mu-ye        | 대무예, 大武藝 | 719–737     | Mu              | 무왕, 武王      |
| 3  | Dae Heum-mu      | 대흠무, 大欽茂 | 737–793     | Mun             | 문왕, 文王      |
| 4  | Dae Won-ui       | 대원의, 大元義 | 793–794     | –               | –               |
| 5  | Dae Hwa-yeo      | 대화여, 大華與 | 794         | Seong           | 성왕, 成王      |
| 6  | Dae Sung-rin     | 대숭린, 大嵩璘 | 794–808     | Gang            | 강왕, 康王      |
| 7  | Dae Won-yu       | 대원유, 大元瑜 | 808–812     | Jeong           | 정왕, 定王      |
| 8  | Dae Eon-ui       | 대언의, 大言義 | 812–817     | Hui             | 희왕, 僖王      |
| 9  | Dae Myeong-chung | 대명충, 大明忠 | 817–818     | Gan             | 간왕, 簡王      |
| 10 | Dae In-su        | 대인수, 大仁秀 | 818–830     | Seon            | 선왕, 宣王      |
| 11 | Dae I-jin        | 대이진, 大彝震 | 830–857     | Hwa             | 화, 和          |
| 12 | Dae Geon-hwang   | 대건황, 大虔晃 | 857–871     | An              | 안왕, 安王      |
| 13 | Dae Hyeon-seok   | 대현석, 大玄錫 | 871–895     | Gyeong          | 경왕, 景王      |
| 14 | Dae Wi-hae       | 대위해, 大瑋瑎 | 895–906     | –               | –               |
| 15 | Dae In-seon      | 대인선, 大諲譔 | 906–926     | Ae              | 애왕, 哀王      |